# Bernard Ringeissen
Bernard Ringeissen (Parigi, 15 maggio 1934 – Gisors, 4 aprile 2025) è stato un pianista francese.

## Biografia
Nacque a Parigi nel 1934. Il suo primo insegnante di musica, all'età di sette anni, fu Georges de Lausnay.
Entrò al Conservatoire Nationale Supérieure de Musique nel 1947, all'età di dodici anni, e vinse il Premier Prix a sedici. Perfezionò i suoi studi con Marguerite Long e Jacques Février. Nel 1953 si ritirò temporaneamente dai concerti in pubblico per dedicarsi ai premi musicali.
Nel 1954 ottenne il secondo premio ex aequo con Sergio Scopelliti al Premio Alfredo Casella a Napoli. Vinse inoltre, nello stesso anno, il concorso internazionale a Ginevra. Nel 1955 ottenne il quarto premio al Concorso pianistico internazionale Frédéric Chopin di Varsavia; poi un secondo premio ex aequo con Dmitrij Baškirov al concorso internazionale Marguerite Long-Jacques Thibaud (il primo premio non fu assegnato quell'anno). Nel 1962 vinse il primo premio al concorso internazionale di Rio de Janeiro ed il premio speciale Villa-Lobos per la sua interpretazione della musica brasiliana.
Si esibì in molti concerti e fece parte della giuria in numerose concorsi musicali, in varie nazioni. Insegnò a Rueil-Malmaison e tenne master al Mozarteum di Salisburgo e presso l'International Summer Seminar a Weimar.

## Discografia
Le sue registrazioni includono l'opera completa per pianoforte di Francis Poulenc (3 LP Adès-7090), Camille Saint-Saëns (5 LP Adès-7069) e Igor' Stravinskij (4 LP Adès-7074), di Charles-Valentin Alkan Sonatina / Zorcico / Scherzo / Nocturne / Gigue / Marche / Barcarolle / Saltarelle (LP Harmonia Mundi France – HMA 190927), Symphonie / Ouverture / Etudes Op.39 (CD Marco Polo – 8.223285), 12 Études Op.35 / Le Festin d'Esope / Scherzo Diabolico (CD Marco Polo – 8.223351), di Frédéric Chopin Etude Op.25/11 / Mazurka Op.30/2 (78rpm Muza – 2687), Etudes Op.10 [4,10] / Etudes Op.25 [2,6,11,12] / Ballade n.1 Op.23 / Scherzo n.3 Op.39 (LP Erato – EFM 42080), Berceuse Op.57 / Fantaisie-Impromptu Op.66 (EP Barclay – 79.015 M), Ballade n.4 Op.52 / Etude Op.10/4 / Nocturne Op.62/2 / Scherzo n.3 Op.39 (LP Polskie Nagrania Muza – L 0061), 24 Preludi Op.28 (LP Wifon–040), Andante Spianato et Grande Polonaise Op.22 / Barcarolle Op.60 / Écossaises Op.72 / Fantaisie Op.49 / Scherzo n.4 Op.54 / Berceuse Op.57 (LP Ades-14.012), una selezione di opere per pianoforte di Józef Wieniawski (MC Wifon-0186), opere per pianoforte scelte di Aminollah Hossein (LP Edici – ED 52724), una raccolta di 'Studi famosi per pianoforte' di Carl Czerny, Ignaz Moscheles, Moritz Moszkowski, Karol Szymanowski, Franz Liszt, Gabriel Pierné, Frédéric Chopin, Camille Saint-Saëns, Sergej Rachmaninov, Aleksandr Skrjabin (LP Columbia – SMC 95048), di Louis Abbiate Sonate per pianoforte n. 4, 5, 6 (LP Calliope – CAL 1873) e le 2 Sonate per Violoncello e Pianoforte con Dmitrij Markevič, violoncello (LP Calliope – CAL 1862), 'Gaspard de la nuit' di Maurice Ravel (LP Polskie Nagrania Muza – L 0061), la musica per due pianoforti e pianoforte a 4 mani di Claude Debussy con Noël Lee (2 LP Valois MB 1411-1412), un cofanetto con musica russa del "Gruppo dei cinque" -Modest Musorgskij, Milij Balakirev, Nikolaj Rimskij-Korsakov, César Cui e Aleksandr Borodin- (3 LP Adès-7081); assieme al baritono Jean-Christophe Benoit ha inciso 4 cicli vocali di Maurice Ravel (LP Adès-10.002), 5 pezzi per pianoforte e 19 Mélodies di Reynaldo Hahn (LP Adès-14.003) e 16 'Chansons' di Joseph Kosma (LP Adès-14.001). Tra le altre, le sue registrazioni di musica da camera includono un disco del 1957 con Sonate di Nicolò Porpora, Debussy e Shostakovich con Leslie Parnas, violoncello (LP Pathé – ASTX 123), di Franz Joseph Haydn 12 Trii per pianoforte (3 LP French Decca 7.317/319) e 8 Sonate per violino e pianoforte (3 LP French Decca 7.236/239) con Jacques-Francis Manzone, violino e Frédéric Lodéon, violoncello, di Ernest Chausson 'Concert' per violino, pianoforte e quartetto d'archi  con Jean-Pierre Wallez, violino (LP Adès-14.043). Ha inoltre registrato il Concerto in re minore per due pianoforti e orchestra di Francis Poulenc, con Gabriel Tacchino e l'Orchestra Filarmonica di Monte-Carlo diretta da Georges Prêtre (LP EMI Pathé Marconi – 7473692).